# Eumerus simplex
Eumerus simplex är en tvåvingeart som beskrevs av Ferguson 1926. Eumerus simplex ingår i släktet månblomflugor, och familjen blomflugor. Inga underarter finns listade i Catalogue of Life.